# NGC 457
NGC 457，或稱為貓頭鷹星團（Owl Cluster）、ET星團（ET Cluster）、科德韋爾13（Caldwell 13），是位於仙后座的疏散星團，由威廉·赫歇爾發現於1787年，距離太陽約7900光年。她的年齡約2100萬年。業餘天文學界常稱該星團為「貓頭鷹星團」、「克奇納木偶星團」、「ET星團」（外觀類似電影E.T.外星人中的外星人角色）、「滑雪星團」。
NGC 457有兩顆較亮的恆星，分別是視星等5等的仙后座φ-1和7等的φ-2。該星團大約有150顆視星等12到15等的恆星。